# Pardosa pirkuliensis
Pardosa pirkuliensis este o specie de păianjeni din genul Pardosa, familia Lycosidae, descrisă de Alexander A. Zyuzin și Dmitri Viktorovich Logunov în anul 2000.
Este endemică în Azerbaijan. Conform Catalogue of Life specia Pardosa pirkuliensis nu are subspecii cunoscute.